# Alex Bongrain
Alex Bongrain (* 16. März 1952 in Neuilly-sur-Seine) ist ein französischer Unternehmer, ab 2004 war er CEO von Savencia Fromage & Dairy (bis 2015 Bongrain SA). Seit 2022 ist er Chairman of the board.

## Leben
Bongrain graduierte an der Wharton School und trat 1980 in das damalige, von seinem Vater gegründete Unternehmen Bongrain ein, ursprünglich eine familienbetriebene Käserei in Lothringen. 1997 wurde er Mitglied des Verwaltungsrats, 2001 Mitglied des Aufsichtsrats und 2003 deren Vorsitzender, bevor er 2004 als Mehrheitsaktionär die Position des CEOs einnahm. 2012 nahm Alex Bongrain und seine Familie mit einem Vermögen von 530 Millionen Euro den 82. Platz unter den 100 reichsten Familien in Frankreich ein. Bongrain wurde auch verdächtigt, einen Teil seines Vermögens nach Panama transferiert zu haben, in der Absicht Steuern zu sparen.

### Übernahme von Belebey in Baschkortostan
Am 24. Oktober 2017 besuchte er die russische Republik Baschkortostan und traf dort den amtierenden Präsidenten Rustem Chamitow. Zweck seines Besuches war die anvisierte Übernahme von „Belebey“, einer in Russland überregional bekannten Käserei mit 620 Beschäftigten und einem Jahresausstoß von 25.000 Tonnen an Milchprodukten.